# Smottan
Profesor Smotarus Smottan (v izvirniku oz. angleško Quirinus Quirrell) je izmišljena oseba iz romanov o Harryju Potterju angleške pisateljice J. K. Rowling.
Bil je Harryjev profesor za obrambo pred mračnimi silami v prvem letniku študija na Bradavičarki. Na koncu knjige se izkaže, da je on tisti, ki Harryja že celo leto skuša ubiti, poleg tega pa v turbanu na glavi nosi duh Mrlakensteina, za katerega želi ukrasti Kamen modrosti.
Ime profesorja Smottana v nobeni izmed knjig v zbirki Harry Potter ni bilo opaženo, a je v knjigi Harry Potter: Čarovniški almanah napisano, da je profesroju Smottanu ime Smotarus.